# Burg Buchlov
Die Burg Buchlov (deutsch Buchlau) ist eine der ältesten erhaltenen Burgen in Tschechien. Sie liegt bei Stupava im Marsgebirge.

## Geschichte
Die Burg Buchlov liegt auf einem 520 m hohen Aussichtsfelsen in der Nähe von Buchlovice. Sie wurde vermutlich um 1250 vom böhmischen König als strategische Festung angelegt und diente auch als Verwaltungs- und Jagdresidenz. Schriftlich erwähnt wurde erstmals 1300 Burggraf Protiv von Buchlov. Der älteste Teil der Burg ist der Sturmturm mit dickem Mauerwerk. An ihn schließt sich der Wohnkomplex an, der mit einem weiteren Turm verbunden ist. Im 15. Jahrhundert ließen die Herren von Zahradka den Nordflügel errichten. Die nächsten Pfandherren waren die Herren von Cimburg, die auch den großen Rittersaal erstellen ließen.
Die 1520–1544 herrschenden Herren von Žerotín vereinten die Burgherrschaft Buchlov mit der Herrschaft Buchlovice. Der nächste Besitzer Johann Ždánský von Zástřizl veranlasste einen Umbau im Renaissancestil und begründete eine Kunstsammlung. Nach dem Aussterben der Ždánský von Zástřizl fiel die Burg 1644 an die Herren Peterswald von Peterswald. Sie ließen die Burg befestigen und errichteten die barocken Tore. 1701 siedelten sie in das neu erbaute Schloss Buchlovice über. Die Burgherrschaft Buchlov ging 1763 zusammen mit der Herrschaft Buchlovice in den Besitz der Grafen von Berchtold über, die bis 1945 die Eigentümer blieben.
Nachdem die Burg ihre Schutzfunktion verloren hatte, konzentrierten sich die kulturell engagierten Grafen Berchtold auf die Inneneinrichtungen und statteten die Räume mit naturwissenschaftlichen und exotischen Sammlungen aus, die sie bereits um 1850 für die Öffentlichkeit zugänglich machten. Sehenswert ist auch der spätgotische Rittersaal. Bei guter Witterung bietet der Turm eine weite Aussicht auf Untermähren.

### Lowczowe prawo
Bis 1748 besaß die Burg die Blutgerichtsbarkeit. Das Lowczowe prawo (Jagdgericht) bestand aus den zwölf Erbjägern von Stříbrnice, jeweils drei Ratsmännern aus Polešovice, Boršice und Buchlovice sowie je zwei Ratleiten aus Tupesy und Zlechov. Den Vorsitz (Starosta) übte immer einer der Stříbrnicer Jäger aus. Zu den Sitzungen wurden zudem einige Ratsherren von Uherské Hradiště geladen. Dem Gericht unterstanden die Ortschaften Babice, Boršice, Břestek, Buchlovice, Dolní Moštěnice, Domanín, Hýsly, Jalubí, Ježov, Kostelec, Labuty, Lhota, Medlovice, Moravany, Osvětimany, Polešovice, Roštín, Skalka, Traplice, Tučapy, Tupesy, Újezdec, Vážany, Vřesovice, Žádovice, Žeravice, Zlámanec und Zlechov.

Bilder von der Burg Buchlov
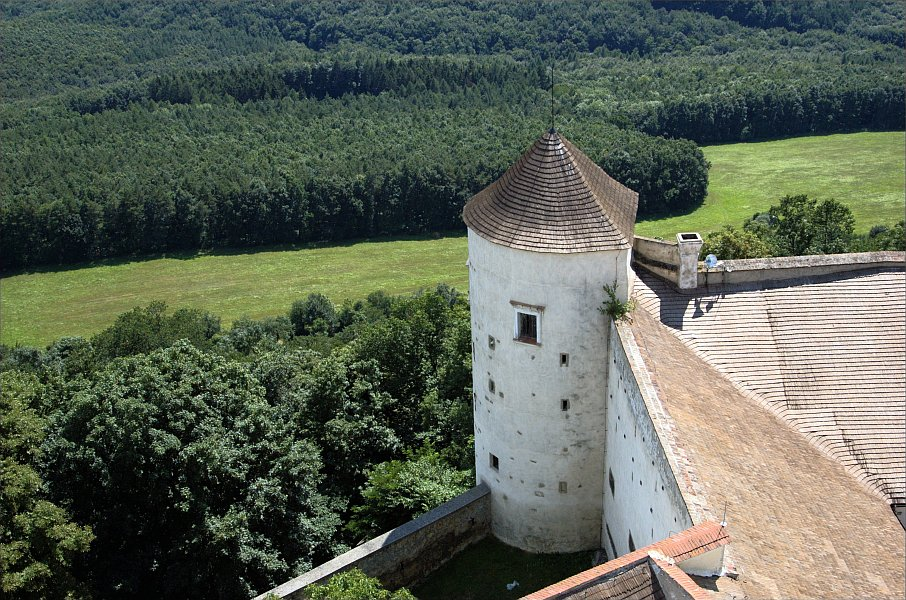
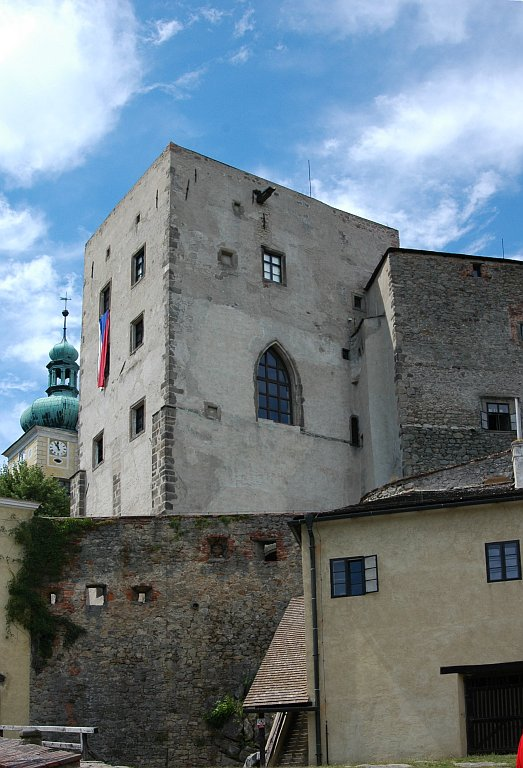
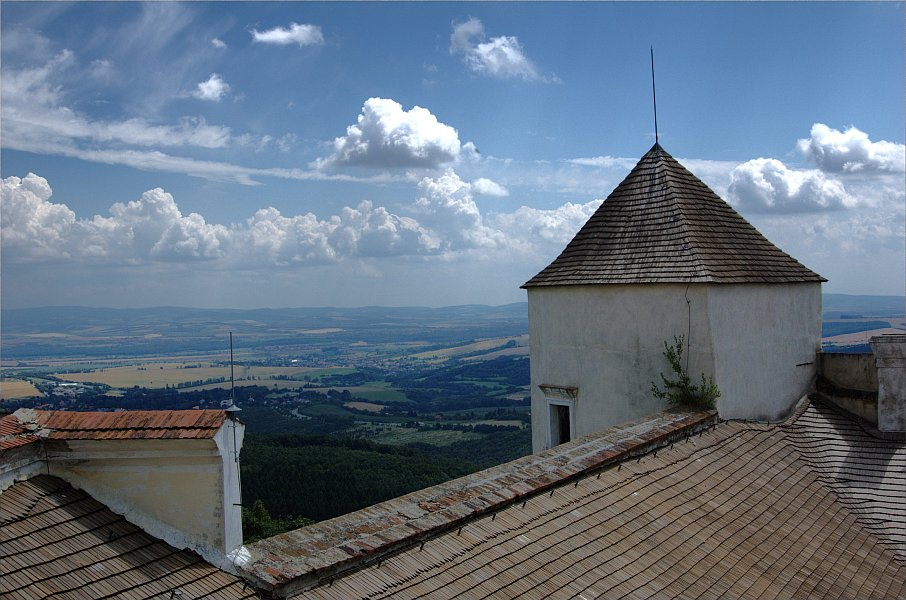
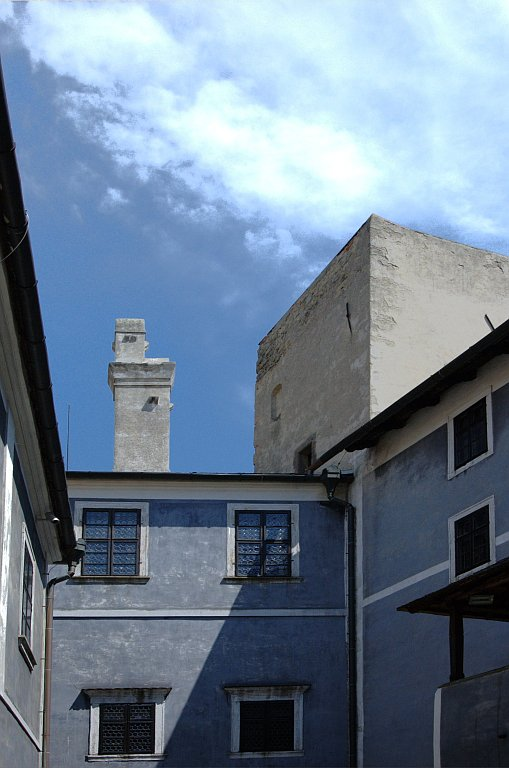